# V509 Cassiopeiae
V509 Cassiopeiae (V509 Cas) è una stella situata nella costellazione di Cassiopea, distante 4500 anni luce. È un'ipergigante bianco-gialla di tipo G avente una magnitudine apparente media di +5,10, anche se essa varia da +4,75 a +5,5 poiché la stella è una variabile semiregolare.

## Caratteristiche
La stella pare avere avuto negli ultimi decenni un aumento di temperatura con conseguente spostamento dello spettro verso l'azzurro; osservazioni compiute nel periodo che va dal 1895 al 1963 indicavano una temperatura attorno ai 5000 K, mentre nel trentennio successivo al 1975 la media delle temperature registrate era di circa 6 300K. Ciò è dovuto alle eruzioni che negli ultimi decenni l'hanno spogliata dei suoi strati più esterni; la stella nacque infatti con una massa di 25 M⊙, tuttavia dalle osservazioni più recenti pare che ne ha già persa oltre la metà. Questo lascia supporre che la stella stia passando dalla fase di supergigante gialla a quella di variabile S Doradus, stadio antecedente, per stelle di grandissima massa, a quello delle stelle di Wolf-Rayet, caratterizzate da un'enorme perdita di massa sotto forma di vento stellare.